# 台灣職業籃球大聯盟
台灣職業籃球大聯盟（たいわんしょくぎょうらんきゅうだいれんめい、英語: Taiwan Professiona Basketbal League、略称: TPBL）は、2024年に創設された台湾の男子プロバスケットボールリーグである。
台湾では中華職業籃球聯盟（CBA：1994-1999）、P.リーグ+（PLG：2020-）、T1リーグ（2021-2024）に続く4番目のプロバスケットボールリーグとなる、

## 歴史

### 2024年
- 6月22日、前シーズンまでP.リーグ+に参加していた新北キングスの王文祥代表が新リーグ設立を表明[1]。併せてP.リーグ+より4チーム、T1リーグより5チームが参加表明。
- 6月26日、P.リーグ+よりリーグ統合を発表[2]。T1リーグからも全5チームが新リーグ参加を発表[3]。
- 7月8日、初代コミッショナーに荘瑞雄が就任[4]。併せてTaipei Fubon Braves、Taoyuan Pauian Pilots、Kaohsiung 17LIVE Steelersの3チームが新リーグ参加を辞退しP.リーグ+に残留すると発表[5]。
- 7月9日、Tainan TSG GhostHawksが新リーグ参加を辞退しP.リーグ+に転籍[6]、7チームが新リーグに参加すると発表された[7]
- 7月23日、第1回ドラフト会議開催。33選手が参加し、3巡で11人が指名された[8]。
- 7月24日、リーグ名と参加チームが発表された[9]。
- 9月19日、ラリー・チーの事務局長就任が発表された[10]。
- 10月19日、最初のシーズンが開幕した[11]。

### 2025年
- 6月29日、新北キングスが初代チャンピンになる[12]。

## チーム
| チーム                   | 中国語名         | ホームタウン | ホームアリーナ                       | 創設年 | 加盟年 |
| ------------------------ | ---------------- | ------------ | ------------------------------------ | ------ | ------ |
| フォルモサ・ドリーマーズ | 福爾摩沙夢想家   | 台中市       | 台中インターコンチネンタルミニドーム | 2017   | 2024   |
| 新竹御頂ライオニアーズ   | 新竹御嵿攻城獅   | 竹北市       | 新竹県立体育館                       | 2020   | 2024   |
| 高雄アクアズ             | 高雄全家海神     | 高雄市       | 高雄アリーナ                         | 2021   | 2024   |
| 新北CTBC DEA             | 新北中信特攻     | 新北市       | 新北市新莊体育館                     | 2021   | 2024   |
| 新北キングス             | 新北國王         | 新北市       | 新北市新莊体育館                     | 2021   | 2024   |
| 台北台新マーズ           | 臺北台新戰神     | 台北市       | 台北和平体育館                       | 2023   | 2024   |
| 桃園台湾ビールレオパーズ | 桃園台啤永豐雲豹 | 桃園市       | 桃園市立体育館                       | 2021   | 2024   |

## 歴代チャンピオン
| 年度    | 優勝             | ファイナル | 準優勝       | FMVP                    | Ref.          |
| ------- | ---------------- | ---------- | ------------ | ----------------------- | ------------- |
| 2024-25 | 新北キングス (1) | 4–3        | 高雄アクアズ | ジェレミー・リン (新北) | [ 12 ] [ 13 ] |